# Ree Drummond
Anne Marie Drummond, detta Ree (Bartlesville, 6 gennaio 1969), è una blogger, scrittrice, cuoca e personaggio televisivo statunitense.
Nel febbraio 2010, è stata elencata come numero 22 nelle celebrità del 25° Web di Forbes. Il suo blog, The Pioneer Woman, che documenta la vita quotidiana come moglie e madre in un ranch, è stato nominato Weblog of the Year nel 2009,  2010 e 2011 agli Annual Weblog Awards (The Bloggies).
Capitalizzando il successo del suo blog, la Drummond è attualmente protagonista del programma televisivo, Pioneer Woman - Donna di Frontiera (The Pioneer Woman) trasmesso sul canale The Food Network, iniziato nel 2011.
Il suo primo libro di cucina, The Pioneer Woman Cooks: Recipes from an Accidental Country Girl,, è stato pubblicato nell'ottobre 2009. Il suo secondo libro di cucina, The Pioneer Woman Cooks: Food from My Frontier, è stato pubblicato nel marzo 2012.

## Biografia
Ann Marie, soprannominata Ree, è cresciuta in una casa affacciata sul terreno di un country club nella città petrolifera di Bartlesville, in Oklahoma, con due fratelli, Doug e Mike, e una sorella minore, Betsy. Si è diplomata alla Bartlesville High School nel 1987, dopo di che ha lasciato l'Oklahoma per frequentare il college a Los Angeles, in California. Si è laureata alla University of Southern California nel 1999, avendo studiato giornalismo prima di passare alla gerontologia. Dopo la laurea voleva frequentare la facoltà di legge a Chicago, ma i suoi piani cambiarono inaspettatamente quando incontrò e sposò Ladd Drummond.
Il 21 settembre 1996, la donna sposò Ladd Drummond, erede di una famiglia di allevatori di bovini di Osage County. Vivono in un remoto allevamento di bestiame a circa 8 miglia a ovest di Pawhuska, in Oklahoma, con i loro quattro figli - Alex, Paige, Bryce e Todd.
Alla fine del 2016, i Drummonds hanno aperto The Mercantile, un ristorante e un negozio al dettaglio situato in un edificio centenario del centro di Pawhuska che hanno acquistato e iniziato a ristrutturare nel 2012.
Secondo l'annuale Land Report 100, Ree Drummond e il marito Ladd sono i al 23º posto tra i maggiori proprietari terrieri del paese. I Drummond possiedono 433.000 acri in Oklahoma.

## Carriera

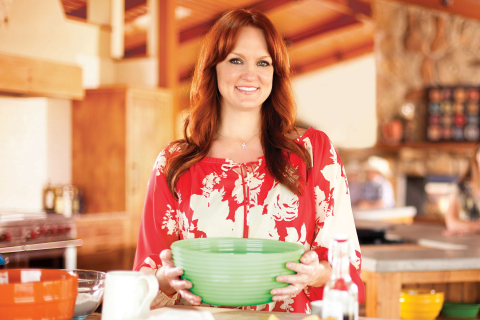
La Drummond nel programma televisivo Pioneer Woman

### Attività su internet
Drummond ha iniziato a scrivere blog nel maggio 2006, inizialmente utilizzando il sottodominio pioneerwoman.typepad.com all'interno del servizio di blogging di Typepad . Ha registrato il proprio dominio - thepioneerwoman.com - il 18 ottobre 2006.
Il blog intitolato The Pioneer Woman, era originariamente intitolato Confessions of a Pioneer Woman: quest'ultimo è ora il titolo di una sezione all'interno del sito. Il sito è ospitato da Rackspace.
Drummond scrive su argomenti come la vita nel ranch e soprattutto la Scuola di cucina. Circa un anno dopo aver lanciato il suo blog, ha pubblicato la sua prima ricetta e un tutorial su "Come cucinare una bistecca". Il tutorial è stato accompagnato da 20 foto che spiegano il processo di cottura in ciò che lei definisce "dettagli ridicoli". Le sue storie su suo marito, sulla sua famiglia e sulla vita in campagna, le sue istruzioni di cottura passo passo e l'elaborata fotografia del cibo, si sono rivelate molto apprezzate dai lettori.
Il blog ha avuto moltissima popolarità negli USA ed è stato referenziato nel Los Angeles Times, The New York Times e BusinessWeek. Nel 2009 TIME Magazine nominò il blog uno dei "25 migliori blog" al mondo. Le stime sul reddito del sito indicano che guadagna un milione di dollari o più all'anno dal solo reddito della pubblicità.
Nell'aprile del 2008, la Drummond ha tenuto un concorso a premi nella sezione di cucina del suo blog in cui chiedeva ai lettori di condividere una delle loro ricette preferite. La proposta ha riscosso un inaspettato successo, oltre 5000 ricette in meno di 24 ore. Ha immediatamente cercato un modo per catalogare le ricette e renderle ricercabili per tutti. Poco più di un anno dopo, il 14 luglio 2009, Drummond ha annunciato il lancio di TastyKitchen.com un sito web di comunità online gratuito. Oltre a condividere ricette, gli utenti possono creare profili di appartenenza personali e comunicare tra loro tramite post e messaggi diretti. Gli utenti hanno anche la possibilità di valutare e recensire le ricette.

### Televisione
Il debutto televisivo della Drummond è avvenuto in un episodio di Throwdown! Con Bobby Flay quando il celebre chef è stato sfidato da lei (in un cambiamento dal normale formato dello show) a uno speciale face-off nel Giorno del Ringraziamento. Flay si recò nel suo ranch dell'Oklahoma per l'evento e l'episodio è andato in onda su Food Network il 17 novembre 2010. La cucina casalinga di Drummond ha battuto lo stile gourmet di Flay in una gara serrata.
Nell'aprile 2011, la Food Network ha annunciato che Drummond avrebbe condotto una serie televisiva sulla sua piattaforma. Pioneer Woman è stato trasmesso per la prima volta il 27 agosto 2011.